# НП. Надзвичайна подія
«НП. Надзвичайна подія» — український радянський чорно-білий художній фільм режисера Віктора Івченка, знятий в 1958 році на кіностудії ім. Довженка. Лідер кінопрокату 1959 року (понад 47 мільйонів глядачів).
В основі сюжету — реальні події, пов'язані з захопленням радянського танкера «Туапсе» в 1954 році під час морської блокади Китайської Народної Республіки.

## Сюжет
1954 рік. Радянський танкер «Полтава» йде з гасом в Китай. Під час огляду судна силами Тайваню загинув один військовий, що супроводжував оглядову команду, і це стало приводом до затримання судна. Танкер з екіпажем доставлений на Тайвань, де екіпаж вмовляють добровільно перейти на бік «справжньої свободи і демократії». Коли виявилось, що вмовляння не подіяли, екіпаж доправляють до в'язниці. Одесит і моторист Райський зумів перехитрити місцеві спецслужби та організувати спротив…

## У ролях
- В'ячеслав Тихонов — Віктор Райський
- Михайло Кузнецов — Антон Семенович Коваленко
- Олександр Ануров — Леонід Петрович Калугін
- Таїсія Литвиненко — Рита Воронкова
- Анатолій Соловйов — Грачов
- Гіулі Чохонелідзе — Джаваха
- Дмитро Капка — Харитоненко
- Володимир Рудін — Іван Фролов
- Юрій Саричев
- Павло Усовніченко — Микола Федорович Сахаров
- Володимир Дальський — Фан
- Володимир Уан-Зо-Лі — Гао
- Олександр Толстих — Доронін
- Валерій Зинов'єв
- Борис Івченко
- Євген Балієв — Соколов
- Вітольд Янпавліс
- Олександр Барушной — французький посол
- Володимир Волчик — американський офіцер
- Валентин Пархоменко — Федотов

## Творчий колектив
- Режисер: Віктор Івченко
- Автор сценарію: Григорій Колтунов
- Композитор: Ігор Шамо